# 더 킹 오브 파이터즈 XIV
《더 킹 오브 파이터즈 XIV》(The King of Fighters XIV, 약칭 KOF XIV) 은 SNK가 제작한 대전 격투 게임으로, 《더 킹 오브 파이터즈》 시리즈의 열네번째 작품이다. 시리즈 최초로 3D 그래픽으로 개발됐으며, 아케이드 대신 콘솔로 먼저 출시됐다. 2016년 8월 23일 플레이스테이션 4으로 처음 발매됐고, 이후 마이크로소프트 윈도우 버전이 스팀으로 출시됐다. 2017년 6월에는 아케이드로도 발매됐다.
게임 개발은 2014년 4월 SNK의 CEO 카와사키 에이키치가 파칭코 및 모바일 게임에서 다시 SNK 주력이었던 격투 게임으로 회사의 개발 방침을 변경하면서 시작됐다. 캡콤의 《스트리트 파이터 IV》에 관여했던 오다 야스유키가 기획했다. 게임플레이상으로 전작 《더 킹 오브 파이터즈 XIII》과 마찬가지로 3대3 양상을 유지하나, 하이퍼 드라이브 모드가 사라진 대신 제한된 시간동안 필살기를 무제한으로 사용할 수 있는 '맥스 모드'가 도입됐다.
출시 후 추가 플레이어 캐릭터 8명 및 복장이 담긴 유료 DLC가 발매됐다. 2021년에는 DLC와 본편이 모두 포함된 《더 킹 오브 파이터즈 XIV: 얼티밋 에디션》이 출시됐다. 이 게임에 기반한 아즈마 쿄타로의 만화 《더 킹 오브 파이터즈: 어 뉴 비기닝》이 2018년부터 2020년까지 연재됐다.

## 게임플레이
《더 킹 오브 파이터즈 XIV》는 본편 시리즈 최초로 3D 그래픽에 2D 게임플레이를 접목한 2.5D 방식의 대전 형식을 채택했다. 기존 시리즈와 마찬가지로 플레이어는 3인으로 구성된 팀을 만들어 3대3 대전을 치른다. 본편 스토리 모드에서는 8번의 대전 후 2번의 보스와 싸움을 벌이게 된다.

## 등장인물
《더 킹 오브 파이터즈 XIV》에는 3명씩 이뤄진 팀 16개와 보스 2명, DLC로 추가된 8명을 포함해 총 58명의 플레이어 캐릭터가 있다.
| 일본 팀                                         | 아랑전설 팀                               | 용호의 권 팀                                    | 이카리 워리어즈 팀                         | 중국 팀                                    |
| ----------------------------------------------- | ----------------------------------------- | ----------------------------------------------- | ------------------------------------------ | ------------------------------------------ |
| - 쿠사나기 쿄 - 니카이도 베니마루 - 다이몬 고로 | - 테리 보가드 - 앤디 보가드 - 조 히가시   | - 료 사카자키 - 로버트 가르시아 - 유리 사카자키 | - 랄프 존스 - 클락 스틸 - 레오나 하이데른  | - 슌에이 - 메이텐쿤 - 텅푸루               |
| 이오리 팀                                       | 악인 팀                                   | 태권 팀                                         | 여성 격투가 팀                             | 사이코 솔저 팀                             |
| - 야가미 이오리 - 매츄어 - 바이스               | - 재너두 - 장거한 - 최번개                | - 김갑환 - 강일 - 루온                          | - 시라누이 마이 - 킹 - 엘리스              | - 아사미야 아테나 - 시이 켄수 - 친 겐사이  |
| 공식 초빙 팀                                    | 남미 팀                                   | 멕시코 팀                                       | 사우스 타운 팀                             | 이세계 팀                                  |
| - 실비 폴라 폴라 - 쿠크리 - 미안                | - 넬슨 - 사리나 - 반데라스 핫토리         | - 라몬 - 앙헬 - 킹 오브 다이노소어스            | - 기스 하워드 - 빌리 칸 - 하인             | - 나코루루 - 무이무이 - 러브 하트          |
| 보스                                            | DLC 시즌 1                                | DLC 시즌 1                                      | DLC 시즌 2                                 | DLC 시즌 2                                 |
| - 안토노프 - 버스                               | - 윕 - 야마자키 류지 - 바네사 - 락 하워드 | - 윕 - 야마자키 류지 - 바네사 - 락 하워드       | - 하이데른 - 오스왈드 - 나즈드 - 블루 마리 | - 하이데른 - 오스왈드 - 나즈드 - 블루 마리 |

## 개발
2014년 4월 경 에사카 사의 직원들이 SNK로 들어오면서 제작이 시작됐다. 스태프 대부분이 시리즈 인기작 《더 킹 오브 파이터즈 '98》와 《더 킹 오브 파이터즈 2002》같이 직관적이고 배우기 쉬운 게임을 개발하길 원했다.

## 발매

### 만화판
2018년 1월 아즈마 쿄타로가 그린 만화판 《더 킹 오브 파이터즈: 어 뉴 비기닝》이 시작됐다. 출판사 고단샤의 잡지 매거진 포켓에서 연재됐다.

## 반응

### 비평
《더 킹 오브 파이터즈 XIV》는 리뷰 애그리게이터 사이트 메타크리틱에서 플레이스테이션 4판을 기준으로 100점 만점에 79점을 기록해 대체적으로 긍정적인 평가를 얻었다.

### 실적 및 후속
《더 킹 오브 파이터즈 XIV》는 영국에서 패키지판 판매량에서 20위를 기록했다. 일본에서는 발매 10일만에 46,474장이 판매됐다. 2017년 11월에 SNK는 2016년 중반부터 2017년 중반까지의 성적이 좋아 DLC를 발매할 수 있었다고 발표했다. 2016년 더 게임 어워즈에서 '최고의 격투 게임' 부문에 들어갔으나 입상은 《스트리트 파이터 V》로 돌아갔다.